# Tunesische Arbeiderspartij
De Tunesische Arbeiderspartij (Arabisch: حزب العمال التونسي, Ḥizb al-‘Ummāl at-Tūnisī; Frans: Parti des travailleurs de Tunisie) is een politieke partij in Tunesië. De algemeen secretaris is Hamma Hammami. De partij was verboden tot de Tunesische Revolutie. De jongerenbeweging is de Unie van de Communistische Jeugdbeweging van Tunesië (UJCT).